# Dom schronienia w Krzeszowicach
Dom schronienia w Krzeszowicach – dawny dom schronienia położony na rogu ulic Nowa Wieś Górna i Bandurskiego w Krzeszowicach.
Klasycystyczny parterowy dworek otoczony rozległym ogrodem. Wybudowany pod koniec XIX wieku na zlecenie Zofii Potockiej z funduszu zapisanego w testamencie przez zmarłego męża, Artura Potockiego. Nazwała go „Domem Schronienia imienia Artura”. Mieścił się tu przytułek dla kalekich i samotnych ubogich mieszkańców latyfundium Tęczyńskiego. Na początku XX wieku Krystyna Potocka przekazała ten budynek siostrom ze Zgromadzenia Sióstr Miłosierdzia św. Wincentego á Paulo, które prowadziły tu ochronkę. W budynku mieści się niepubliczne przedszkole Zgromadzenia Sióstr Miłosierdzia.